# Nederlands rugbyteam (mannen)

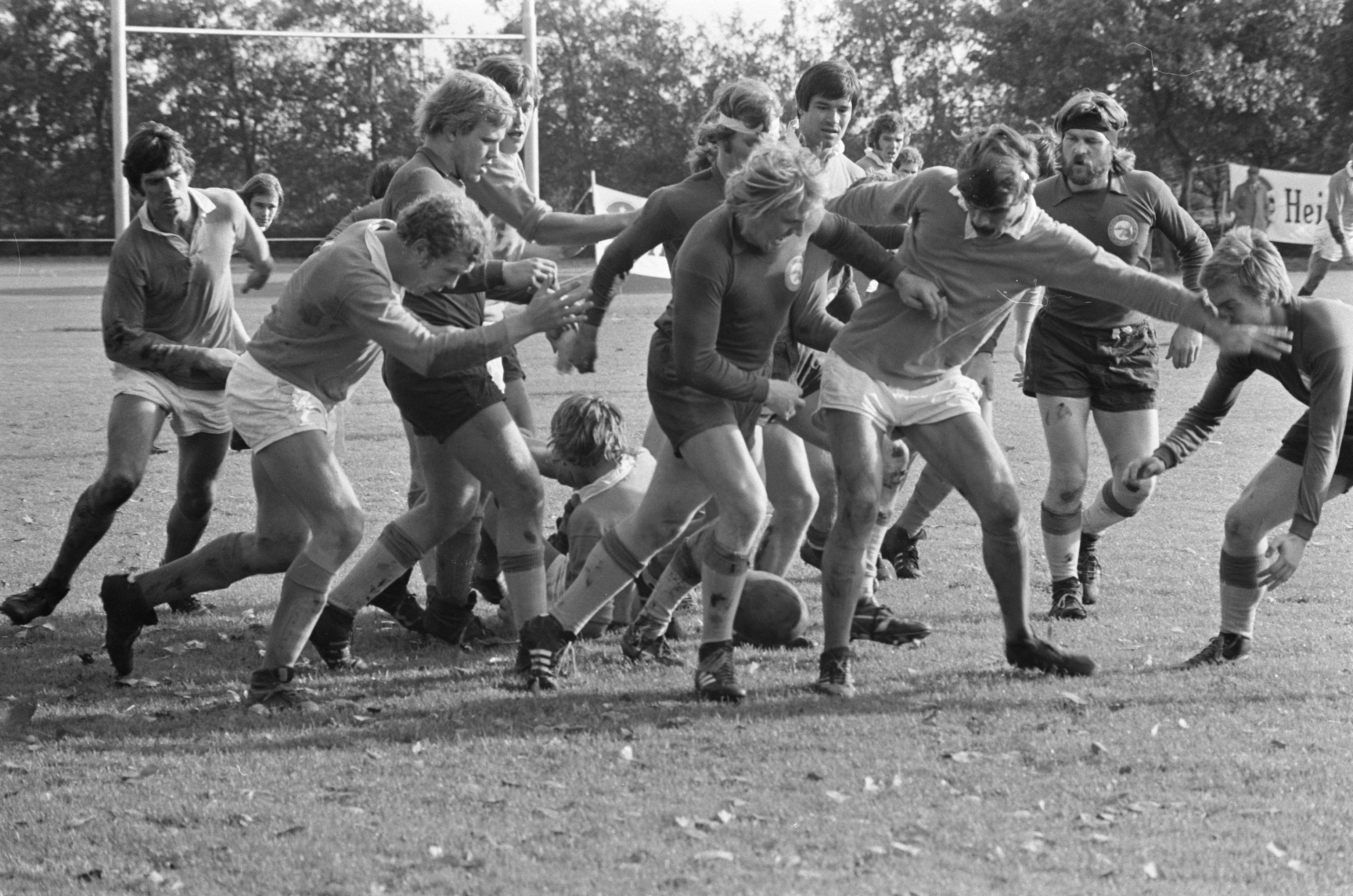
Rugby-interland Nederland tegen Zweden (1973)

Het Nederlands rugbyteam is een team van rugbyers dat Nederland vertegenwoordigt in internationale wedstrijden in het rugby union.

## Geschiedenis
Nederland speelde zijn eerste wedstrijd in 1930 (1 juli) thuis in Den Haag, het verloor met 0-6 van het Belgisch rugbyteam. Later dat jaar volgde de tweede wedstrijd in Brussel, die ging met 11-0 verloren. Beide wedstrijden worden echter door de Nederlandse rugbybond niet erkend omdat zowel de Nederlandse als de Belgische rugbybond destijds niet bestond. De eerste officiële interland is volgens de Nederlandse Rugby Bond (NRB) de interland die in 1932 in Amsterdam werd gespeeld, opnieuw tegen België (6-6). Overigens had volgens de NRB ook die wedstrijd niet mee mogen tellen, maar doet ze dat toch omdat destijds al wel de Belgische bond bestond en de oprichting van de NRB vergevorderd was. De vierde interland, die op 18 december 1932 in Eindhoven tegen het Duits rugbyteam (11-24) is de eerste interland sinds de oprichting van de NRB. In de rest van de jaren 30 speelde Nederland een aantal malen tegen België en Duitsland en ook een paar keer tegen Roemenië. Nederland behaalde in deze wedstrijd wisselende resultaten, maar over het algemeen moest de ploeg het afleggen tegen haar tegenstander.
Zo verging het ook in de jaren 40, waarin Nederland regelmatig tegen België en Duitsland speelde. In de jaren 50 werden er minder wedstrijden gespeeld, waaronder een aantal grote verliespartijen tegen zowel Oost- als West-Duitsland. In de jaren 60 speelde Nederland vooral wedstrijden tegen West-Duitsland, die het meestal verloor. Hiernaast ging het tegen steeds meer andere landen spelen, zoals Polen, Zweden, Spanje en Tsjechoslowakije.
In de jaren zeventig ging het steeds beter met het Nederlandse rugbyteam. Het won meer wedstrijden dan in de voorgaande jaren en bovendien speelde het ook steeds meer en zelfs tegen de sterke landen, zoals Italië. Dit zette zich door in de jaren 80, waarin het veel meer interlands ging spelen. In deze periode wist het team ook de langste rij overwinningen te behalen. Deze begon op 14 oktober met een 27-3 winst op Zweden en eindigde twaalf wedstrijden later met een verlies van 27-14 tegen Tsjechoslowakije op 12 april 1987.
In de laatste jaren speelt Nederland vooral wedstrijden tegen Europese B-landen. Slechts af en toe speelt het een wedstrijd tegen een topland. Zo verloor Nederland met 110-0 van Engeland op 14 november 1998 in het Alfred McAlpine Stadium in Huddersfield.
Sinds de oprichting van het wereldkampioenschap rugby in 1987 is het Nederland niet gelukt om zich hiervoor te kwalificeren.

## Rugby Europe International Championships
Nederland speelt sedert 2020 in de hoogste divisie van de Rugby Europe International Championships.